# Forbes (Australia)
Forbes – miasto w Australii, w stanie Nowa Południowa Walia.